# Senconac
Senconac é uma comuna francesa na região administrativa de Occitânia, no departamento de Ariège. Estende-se por uma área de 4,67 km². Em 2010 a comuna tinha 47 habitantes (densidade: 10,1 hab./km²).